# Helina callia
Helina callia är en tvåvingeart som beskrevs av Feng 2004. Helina callia ingår i släktet Helina och familjen husflugor. Inga underarter finns listade i Catalogue of Life.